# Effet Fisher
L'effet Fisher est la tendance des taux d'intérêt nominaux, en économie, à évoluer de concert avec le taux d'inflation. L'effet Fisher est tel qu'une hausse (baisse) du taux d'inflation provoque une hausse (baisse) du taux d'intérêt nominal. 
Il porte le nom de l'économiste Irving Fisher, qui est le premier à avoir observé et expliqué cette relation. Fisher explique que le taux d'intérêt réel est indépendant des mesures monétaires (hypothèse de Fisher) ; par conséquent, le taux d'intérêt nominal s'ajustera pour s'adapter à tout changement dans l'inflation anticipée.

## Dérivation
Le taux d'intérêt nominal est le taux d'intérêt comptable – le pourcentage par lequel le montant en une devise due par un emprunteur à un prêteur augmente au fil du temps, tandis que le taux d'intérêt réel est le pourcentage par lequel le pouvoir d'achat réel de l'emprunteur le prêt augmente avec le temps. En d’autres termes, le taux d’intérêt réel est le taux d’intérêt nominal ajusté de l’effet de l’inflation sur le pouvoir d’achat de l’encours du prêt.
La relation entre les taux d'intérêt nominaux et réels et l'inflation est approximativement donnée par l'équation de Fisher (où {\displaystyle r} est le taux d'intérêt réel, {\displaystyle i} le taux d'intérêt nominal et {\displaystyle \pi ^{e}} le taux d'inflation anticipée) :
{\displaystyle r=i-\pi ^{e}}
L'équation est une approximation ; la marge d'erreur est néanmoins faible tant que le taux d’intérêt et le taux d’inflation sont eux-mêmes faibles. L’équation précise peut être exprimée en utilisant la composition périodique comme :
{\displaystyle 1+i=(1+r)\times (1+\pi ^{e})}
Si le taux réel {\displaystyle r} est supposé constant, le taux nominal {\displaystyle i} doit changer point par point quand {\displaystyle \pi ^{e}} monte ou descend. Ainsi, l’effet Fisher indique qu’il y aura un ajustement de un pour un du taux d’intérêt nominal au taux d’inflation anticipé.
L’implication du taux réel constant supposé est que les événements monétaires tels que les mesures de politique monétaire n’auront aucun effet sur l’économie réelle — par exemple, aucun effet sur les dépenses réelles des consommateurs en biens de consommation durables et des entreprises en machines et équipements.

## Hypothèses alternatives
Certains modèles contraires affirment que, par exemple, une hausse de l’inflation anticipée augmenterait les dépenses réelles en cours dépendantes de tout taux nominal et augmenterait donc les revenus, limitant la hausse du taux d’intérêt nominal qui serait nécessaire pour rééquilibrer la demande de monnaie avec la masse monétaire à tout moment. Dans ce scénario, une hausse de l’inflation attendue {\displaystyle \pi ^{e}} n’entraîne qu’une hausse plus faible du taux d’intérêt nominal {\displaystyle i} et donc une baisse du taux d'intérêt réel {\displaystyle r}. Il a également été avancé que l’hypothèse de Fisher pourrait s’effondrer en période d’assouplissement quantitatif et de recapitalisation du secteur financier.

## Notions associées
L'effet Fisher international prédit une dérive des taux de change internationaux entièrement basée sur les taux d'intérêt nominaux nationaux respectifs. Un concept connexe est la parité de Fisher. Le néofisherisme inverse l'effet Fisher et soutient qu'une hausse des taux d'intérêt nominaux provoque une hausse de l'inflation.

## Voir également
- Politique monétaire
- Règle de Taylor
- Règle des k pour cent de Friedman